# Calle del Parral
La calle del Parral es una vía pública de la ciudad española de Segovia.

## Descripción
La vía sube desde el paseo de la Alameda del Parral, a orillas del río Eresma, hasta el monasterio de Santa María del Parral, del siglo XV. Aparece brevemente descrita en Las calles de Segovia (1918) de Mariano Sáez y Romero, en un epígrafe por lo demás monopolizado por el cenobio, con las siguientes palabras:

Parral.—Sube desde la alameda del Eresma hasta el monasterio.
(Sáez y Romero, 1918, pp. 126-128)